# František Mertl
Frantisek Mertl, llamado Franta, es un pintor y escultor checo, naturalizado francés , nacido el año 1930 en Třebíč , Checoslovaquia y residente en la región de Niza.

## Datos biográficos

Franta (Captura de imagen de un vídeo de la Encyclopédie audiovisuelle de l'art contemporain).

A partir de 1948, Franta siguió los cursos de la Escuela de Artes Decorativas de Brno (Moravia); posteriormente los de la Academia de Bellas Artes de Praga. En 1958, pasó clandestinamente a Europa Occidental. Tras un periplo por los campos de refugiados de Alemania, finalmente recabó en Francia. Se instaló definitivamente en la región de Niza donde siguió su carrera como pintor. 
A partir de 1968, pasó de la figuración a una desfiguración, enfrentándose constantemente a lo que no se puede representar: los dramas de la historia y de la condición humana. El cuerpo permanece y permanecerá siempre en el centro de su trabajo.
Exiliado y atento a los otros, a los que sufren, viajó mucho: España, Grecia, Yugoslavia, Japón, Dinamarca, México... 
Fue invitado a participar en la exposición "Mythologies Quotidiennes" (Mitologías cotidianas), organizada por G. Gassiot-Talabot y J.L Pradel en el Museo de Arte Moderno de París. Fue en este evento donde se dieron a conocer algunos artistas como Henri Cueco (fr), Jacques Monory (fr), Peter Klasen (fr), que abogaron por un retorno a una pintura eficaz, llamada Nouvelle Figuration o Nueva Figuración.